# Carlos Cruz González
Carlos Cruz González (Motril; 1 de junio de 1930 - Málaga, 27 de marzo de 2018) fue un artista y dibujante español.
En la década de los 1950, trabajó en la ciudad de Buenos Aires como ilustrador y caricaturista, antes de trasladarse a Málaga en los años 1960, donde comenzó a trabajar para la firma británica Fleetway Publications en sus cómics británicos.
Su trabajo apareció en Eagle, Tiger, Buster, Smash! y otras publicaciones.
Su obra más significativa en los cómics británicos que su paso de 3 años en la serie de Dan Dare relanzado desde 1985 hasta 1986.
Entre 1988 y 2003 trabajó en The Phantom en Suecia.